# Astius
Astius ((en albanais : Asti), mort en l'an 117 apr. J.-C.) est un martyr chrétien du IIe siècle vénéré par les églises catholique romaine et orthodoxe orientale. Il était l'évêque de Dyrrhachium (aujourd'hui Durrës en Albanie). Selon la légende, il a été arrêté par Agricola, le gouverneur romain de Dyrrachium, et a été torturé à mort vers 98 apr. J.-C. pour avoir refusé d'adorer le dieu Dionysos. Il a été crucifié pendant la persécution des chrétiens sous l'empereur romain Trajan.
Le hiéromartyr Astius illyrien. Astius était évêque de la ville de Durrës (Dyrrachium), à l'époque de l'empereur Trajan (98-117). Le saint avait eu en rêve la vision de sa souffrance imminente et de sa mort pour le Christ. Il a été arrêté par le gouverneur romain de Durrës, Agricola vers l'an 98. Il a été battu avec des tiges plombées et des fouets en cuir de bœuf, mais n'a pas pour autant renoncé au Christ. Ses bourreaux ont enduit son corps de miel, afin d'augmenter sa souffrance par les piqûres de frelons et de mouches, et ils l'ont crucifié pour avoir refusé d'adorer Dionysos. Le corps du martyr a été pieusement enterré par des chrétiens. Son jour de fête est le 4 juillet. En Albanie, il est commémoré le 6 juillet.
Pendant cette période, de nombreux chrétiens fuyèent en Albanie, pour échapper à la persécution en Italie. Parmi eux se trouvaient les sept saints martyrs: Peregrinus, Lucian, Pompeius, Hesychius, Papius, Saturninus et Germanus. Témoins du martyre de l'évêque Astius, qui fut crucifié par les Romains, ils louèrent ouvertement le courage et la fermeté du saint confesseur. Pour cette raison, ils furent poursuivis et, en tant que confesseurs de la foi en Christ, ils furent arrêtés, enchaînés, puis noyés dans la mer Adriatique. Leurs corps, portés à terre par les vagues, étaient cachés dans le sable par d'autres fidèles chrétiens. Les martyrs sont apparus à l'évêque d'Alexandrie quatre-vingt-dix ans plus tard, lui ordonnant d'enterrer leurs corps et de construire une église sur eux. Leur fête est le 7 juillet.

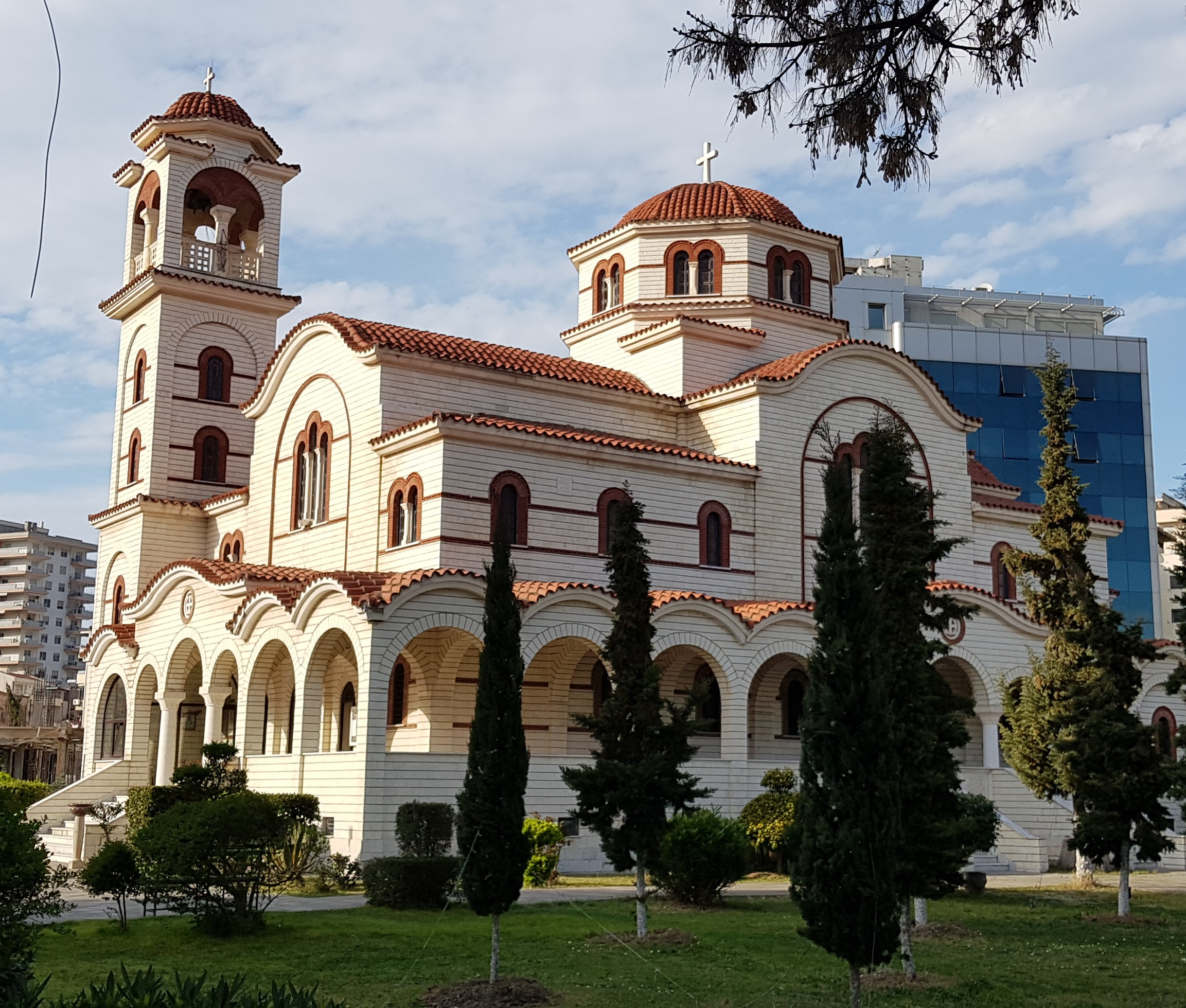
Cathédrale de l'Apôtre Paul et de Saint Asti à Durrës

## Vénération et souvenir
- Saint Astius fut déclaré patron protecteur de la ville de Durrës.
- Après la chute de la dictature communiste et athée, une grand église, dédiée à l'apôtre saint Paul et à Saint Astius, fut construite à Durrës entre 1994 et 2002 et inaugurée le 3 mai 2009.